# Tipula piro
Tipula piro är en tvåvingeart som beskrevs av Alexander 1914. Tipula piro ingår i släktet Tipula och familjen storharkrankar.
Artens utbredningsområde är Peru. Inga underarter finns listade i Catalogue of Life.